# Larimus argenteus
Larimus argenteus és una espècie de peix de la família dels esciènids i de l'ordre dels perciformes.

## Morfologia
- Els mascles poden assolir 35 cm de longitud total.[4][5]

## Alimentació
Menja principalment crustacis planctònics.

## Hàbitat
És un peix marí i de clima tropical.

## Distribució geogràfica
Es troba al Pacífic oriental: des del sud de la Baixa Califòrnia (Mèxic) i el Golf de Califòrnia fins al Perú.

## Ús comercial
És comú als mercats locals.

## Observacions
És inofensiu per als humans.